# James Wilson McKay
James Wilson McKay (* 1912; † 25. Mai 1992) war Bürgermeister von Edinburgh und schottischer Freimaurer.

## Leben
1969 löste McKay Herbert Archbold Brechin als Lord Provost von Edinburgh ab und bekleidete dieses Amt bis 1972. Sein Nachfolger wurde Jack Kane. 1979 löste er Robert Wolrige Gordon als Großmeister der Grand Lodge of Scotland ab und übte dieses Amt bis 1983 aus. 1983 wurde McKay von J. M. Marcus Humphrey als Großmeister abgelöst.